# یوهانس رابرتس
یوهانس رابرتس (به انگلیسی: Johannes Roberts) زاده ۲۴ مه ۱۹۷۶ یک کارگردان، تهیه‌کننده و نویسنده اهل انگلستان است.

## گزیده فیلمشناسی
- غریبه‌ها: شکار در شب (۲۰۱۸)
- ۴۷ متر پایین (۲۰۱۷)
- آن طرف در (۲۰۱۶)